# متحف فيتزويليام
متحف فيتزويليام هو متحف تابع لجامعة كامبريدج البريطانية، تأسس في عام 1816 ويضم أكثر من نصف مليون قطعة أثرية.